# سرلوح

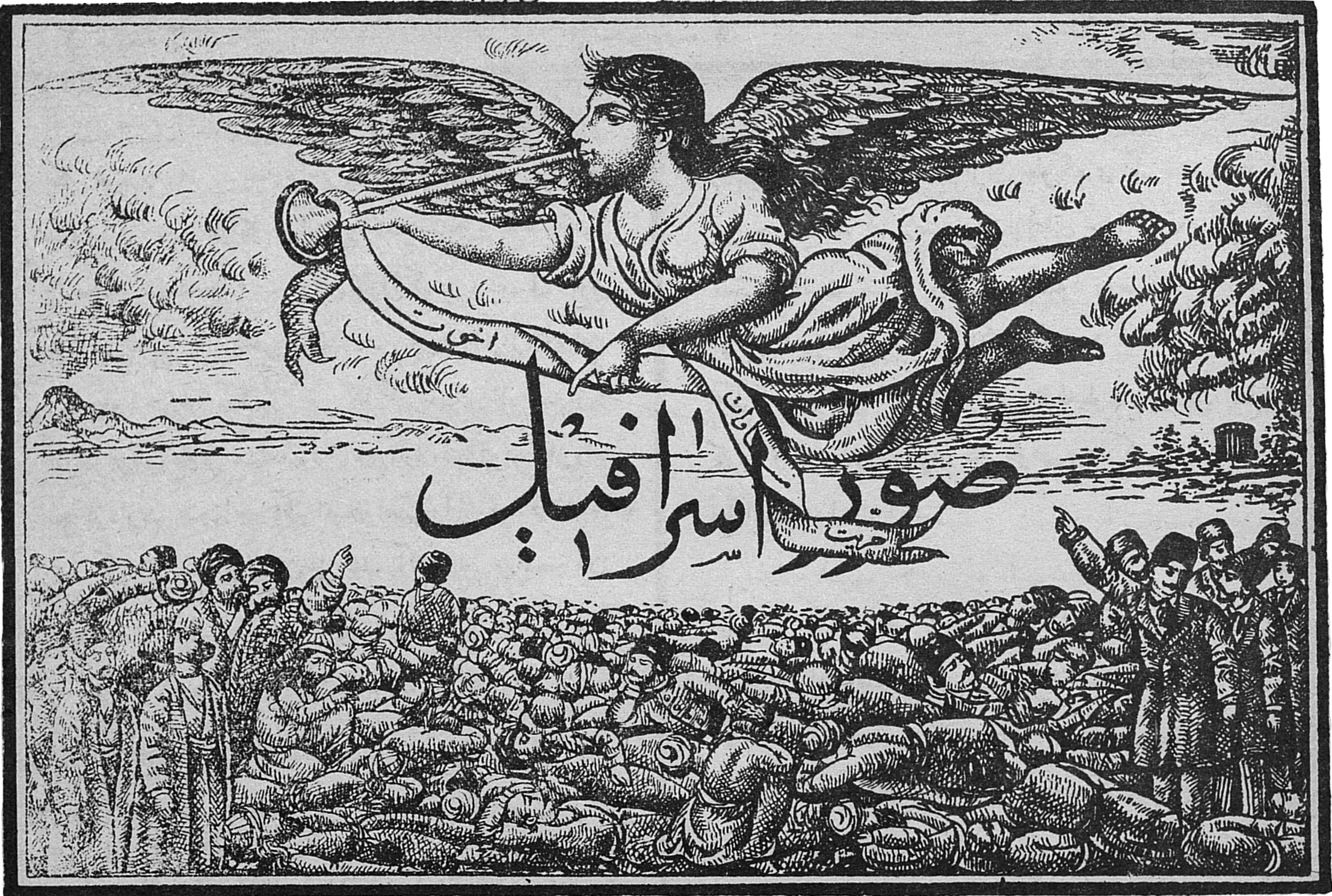
سرلوح نشریهٔ صور اسرافیل

سرلوح به عنوان طراحی‌شدهٔ یک روزنامه یا نشریه گفته می‌شود که روی صفحهٔ نخست و معمولاً بالای آن قرار می‌گیرد. سرلوح بخشی از برندینگ نشریه به شمار می‌رود و در طراحی آن از قلم و گاه رنگ خاص بهره می‌برند. علاوه بر نام نشریه، سرلوح می‌تواند مواردی دیگر چون شکل‌های تزئینی، زیرنویس، هزینهٔ اشتراک یا شعار را نیز در بر بگیرد. مثلاً در سرلوح نشریهٔ صور اسرافیل فرشته‌ای شیپورزن (اسرافیل) در آسمان به همراه شعار «حریت، مساوات، اخوت» دیده می‌شود.
در کتاب‌سازی سنتی، سرلوح عبارت است از نام و عنوانی که بر بالای نامه (یا صفحه اول کتاب) نوشته می‌شود؛ اما در اصطلاح کتاب‌آرایی به نقش و نگاره‌ای مذهب یا مرصع گفته می‌شود که بر بالای نخستین صفحه زوج کتاب (صفحه دوم نسخه‌های خطی، یا پشت برگ نخست آنها) ترسیم می شده‌است.
سرلوح کتاب دارای زمینه‌ای با آبِزر، لاجورد، یا الوان دیگر بوده‌است و با گل و بوته، تشعیر، خطوط اسلیمی - ختایی، یا نگاره‌های هندسی روی آن را منقش می کرده‌اند. این‌گونه سرلوح‌ها را نسخه‌شناسان معاصر به نام "سرلوح ساده" می‌نامند. گاهی در داخل سرلوح، عنوان کتاب، عبارات دعا، و مواردی جز آن تحریر می‌شده‌است و گاهی نیز در زیر سرلوح مذکور، البته چسبیده به آن، شکلی مستطیل‌گونه ترسیم و دو سوی اضلاع کوتاه آن با نیم دایره‌هایی مدور شده و به شکل کتیبه در می آمده است، با زمینه پوشیده از سفیداب، آب‌زر، یا لاجورد که "بسمله" یا عنوان کتاب در داخل آن نوشته می شده‌است و امروزه از آن به "سرلوح مزدوج" یا "سرلوح کتیبه‌دار" تعبیر می‌کنند. از اواخر عصر تیموری و خصوصاً از عهد صفوی، بعضی از مذهبان نقطه‌هایی با سوزن بر روی زمینه زرین یا لاجوردین سرلوح‌ها می‌زدند و با این کار بر زیبایی سرلوح‌ها می‌افزودند. معاصران از این‌گونه سرلوح‌ها به‌نام "سرلوح سوزن زده" یاد می‌کنند.
از آنجا که سرلوح کتاب به لحاظ ابعادش، باید با جدول کتاب تناسب داشته باشد، عموماً در ابعادی ترسیم می‌شود که ابعادش از سمت راست و چپ، موازی و متساوی با ابعاد جدول کتاب باشد. به این مناسبت، در بسیاری از موارد سرلوح‌ها را نیز از چهار طرف آن "مجداول" می‌کرده‌اند و آن‌ها را را "لوح مجداول" مینامیده‌اند.
منشا کشیدن سرلوح برای کتاب را باید در تاریخ مصحف‌نویسی (قرآن) جستجو کرد، در کتابت و نسخه‌نویسی قرآن مجید، سرسوره‌ها با شکل هندسی و با آب زعفران فراهم می‌آمد. به این‌ترتیب نخستین سوره قرآن مجید نیز با شکل و نگاره آغاز می‌شد. این شکل‌ها و نگاره‌ها در سده‌های ۴ و ۵ق. ابتدایی بودند و با سیاهی ترسیم می‌شدند. سپس به سرلوح‌های هنری و تزیینی تبدیل شدند. تا اواخر سده ۸ق. برای برخی نسخه‌های نگاشته شده به فارسی و تازی نیز جدول‌های ساده و عادی ترسیم می‌شد، اما از سده ۹ق. کتاب‌آرایان به تأثیر زیبایی سرلوح‌های هنری پی برده و به ترسیم سرلوح‌های مذهب و مرصع بر فراز پشت برگ نخست نسخه‌ها اهتمام کردند، تا جایی که از این دوره به بعد یکی از کارهای مذهّبان، کشیدنِ سرلوح‌های هنری نسخه‌های نگارش‌های ادبی بوده‌است. از اواخر عصر تیموری توجه تذهیب‌کاران به سرلوح‌کشی بیشتر معطوف شد. اما همچنان که اشاره شد، سرلوح‌کشی بیشتر به نسخه‌های نگارش‌های ادبی ــ خصوصاً نسخه‌های دیوان‌ها و منظومه‌ها ــ اختصاص یافت به‌گونه‌ای که "لوح دیوان" که تعبیری شناخته در ادب منظوم فارسی است، مجال طرح یافت.
با ورود چاپ سنگی، سنت سرلوح‌کشی در کتاب‌آرایی از بین نرفت و در نشر آثار ادبی فارسی به‌صورت چاپ سنگی در شبه قاره هند، ایران، و آسیای صغیر سرلوح‌های ساده و گاه مزدوج، با سیاهی و گاه با سیاهی و سرخی ترسیم می‌شد.